# Why?
Why? (Защо?) е песен на гръцкия дует Антик от 2001 г. В България е по-известно съвместното изпълнение на дуета със Слави Трифонов от 2003 година. Клипът към песента е заснет в софийския клуб Bubbles, отличаващ се с оригиналната си визия. Песента успешно се излъчва за дълго време по българските и гръцките музикални телевизии и радиостанции.
Песента излиза в 3 основни варианта:
- Why? – на английски
- Ανοιχτή πληγή (Открита рана) – на гръцки
- Why? – на английски и български